# Panican
Panican is een bestuurslaag in het regentschap Purbalingga van de provincie Midden-Java, Indonesië. Panican telt 4476 inwoners (volkstelling 2010).